# Административно-территориальное деление Гоа

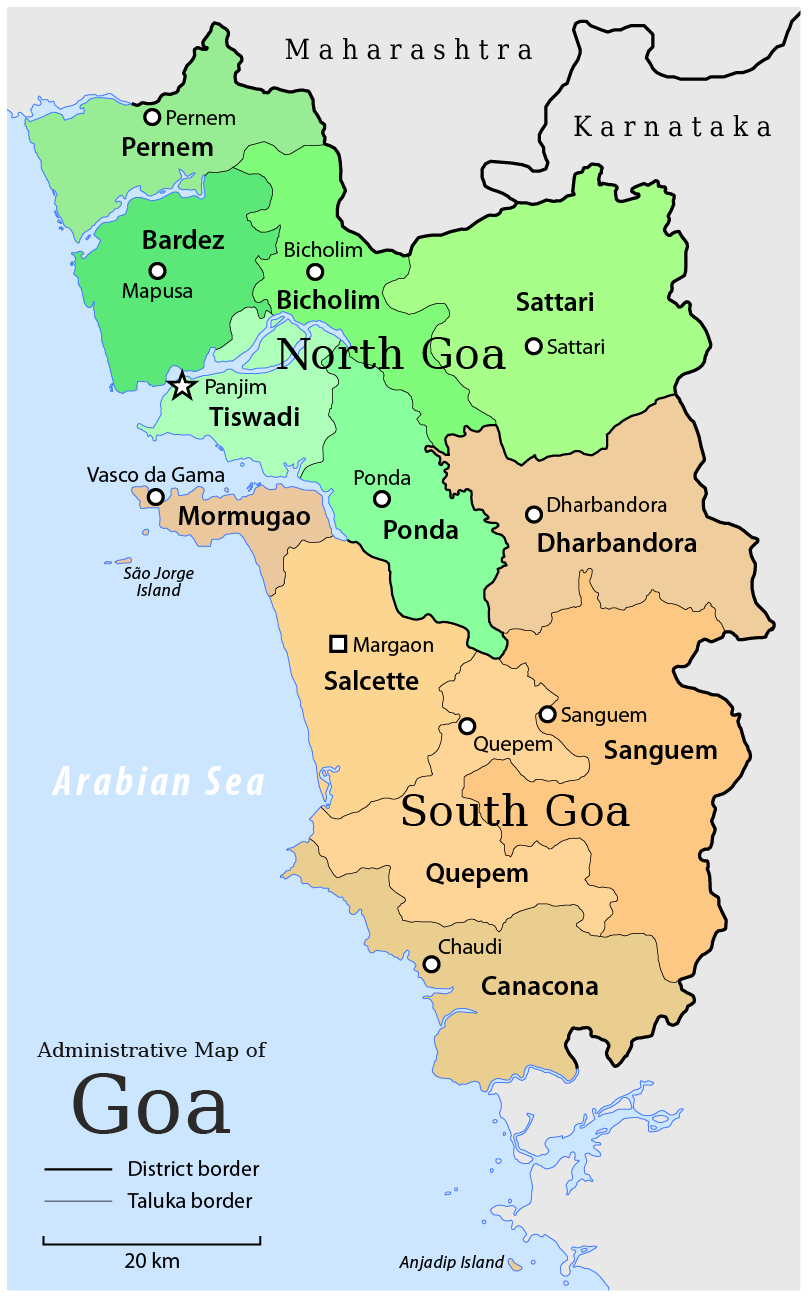
Карта административно-территориального деления Гоа

В настоящее время штат Гоа имеет (с 1990 года) 2 округа:
- Северный Гоа
- Южный Гоа

Панаджи является столицей штата Гоа и административным центром Северного Гоа, в то время как Маргао является административным центром Южного Гоа. Северный и Южный Гоа делятся на 12 талуков (районов). 
- Талуки Северного Гоа:
  - Бардес
  - Бичолим
  - Пернем
  - Сатари
  - Тиссуади
  - Понда

- Талуки Южного Гоа:
  - Канакона[4]
  - Мормугао
  - Куепем
  - Дхарбандора
  - Сальцете
  - Сангем